# Светлана Бойко
Светлана Анатолиевна Бойко (на руски: Светла́на Анато́льевна Бо́йко) е съветска и руска фехтовачка. Олимпийска шампионка от олимпийските игри в Пекин през 2008 г., световна и европейска шампионка, многократна носителка на световната и европейската титла. Живее и тренира в Ростов на Дон.

## Биография
Родена е на 13 април 1972 г. в Ростов на Дон, СССР. Светлана Бойко работи с треньора Михаил Золотарьов. Печели златен медал в женския отбор по фехтовка с флорет на Световния шампионат по фехтовка през 2006 г., където отбора на Русия побеждава Италия на финала. В отбора още са Аида Чанаева, Юлия Хакимова и Яна Рузавина.
На 15 август 2008 г. Бойко със съотборничките си Аида Чанаева, Виктория Никичана, Евгения Ламонова побеждават отбора на САЩ с 28 на 11, като печелят златните медали на Летните олимпийски игри в Пекин. Това е нейното четвърто поредно участие на олимпийски игри, сега като капитан на националния отбор. Бойко е позната сред съотборничките си като Мама Света заради нейния опит. Тя има и две дъщери.
В Русия Бойко защитава цветовете на ЦСКА и е майор от руските въоръжени сили (към 16 август 2008). След победата на олимпийските игри Бойко обявява, че се пенсионира.

## Награди и звания
- Орден „Дружба“ – за големия принос за развитието на физическата култура и спорта, високите спортни постижения в игрите на XXIX олимпиада през 2008 г. в Пекин[5]
- Заслужил майстор на спорта на Русия